# Clonuncaria melanophyta
Clonuncaria melanophyta es una especie de polilla de la familia Tortricidae. Se encuentra en Argentina.